# Heide Orth
Heide Orth (Grevesmühlen, Alemanya Occidental, 10 d'agost de 1942) també coneguda pel seu nom de soltera Heide Schildknecht, és una extennista de l'Alemanya Occidental.
Deu anys després de la seva retirada del circuit professional, va decidir entrar al circuit sènior i va esdevenir la tennista més reeixida en la història d'aquest circuit. Va acumular 11 títols individuals, 12 de dobles i 11 més en equips. Fou reconeguda amb els guardons European Senior Lifetime Champion Award i ITF for Outstanding Achievements in Senior Tennis pels èxits aconseguits en el circuit sènior.

## Biografia
Va néixer a Grevesmühlen però va créixer a Essen, on va començar a jugar a tennis amb el seu pare als 13 anys.
Es va casar amb Ludwig Orth l'any 1965, i van tenir un fill el 1970.

## Palmarès

### Dobles: 12 (4−8)
| Títols per superfície |
| --------------------- |
| Dura (0−0)            |
| Gespa (0−0)           |
| Terra batuda (4−8)    |

| Resultat   | Núm. | Data                 | Torneig                          | Superfície   | Parella          | Oponents                         | Marcador           |
| ---------- | ---- | -------------------- | -------------------------------- | ------------ | ---------------- | -------------------------------- | ------------------ |
| Finalista  | 1.   | 15 de març de 1965   | Barranquilla, Colòmbia           | Terra batuda | Elly Krocke      | Margaret Smith Lesley Turner     | 3−6, 3−6           |
| Finalista  | 2.   | 28 de juliol de 1965 | Baden-Baden, Alemanya Occidental | Terra batuda | Annette Van Zyl  | Margaret Smith Lesley Turner     | 4−6, 3−6           |
| Finalista  | 3.   | 4 de juliol de 1966  | Düsseldorf, Alemanya Occidental  | Terra batuda | Helga Masthoff   | Glenda Swan Pat Walkden          | 4−6, 3−6           |
| Finalista  | 4.   | 10 d'agost de 1966   | Múnic, Alemanya Occidental       | Terra batuda | Helga Masthoff   | Maria Bueno Margaret Smith       | 4−6, 3−6           |
| Finalista  | 5.   | 17 de maig de 1971   | Hamburg, Alemanya Occidental     | Terra batuda | Helga Masthoff   | Rosie Casals Billie Jean King    | 2−6, 1−6           |
| Guanyadora | 1.   | 5 de juliol de 1971  | Båstad, Suècia                   | Terra batuda | Helga Masthoff   | Ana María Arias Linda Tuero      | 6−2, 6−1           |
| Finalista  | 6.   | 19 de juliol de 1971 | Kitzbühel, Àustria               | Terra batuda | Helga Masthoff   | Rosie Casals Billie Jean King    | 2−6, 4−6           |
| Guanyadora | 2.   | 5 de juny de 1972    | Hamburg                          | Terra batuda | Helga Masthoff   | Wendy Overton Valerie Ziegenfuss | 6−3, 2−6, 6−0      |
| Guanyadora | 3.   | 17 de juliol de 1972 | Kitzbühel                        | Terra batuda | Katja Ebbinghaus | Mandy Morgan Lucia Sarno         | 6−0, 6−1           |
| Guanyadora | 4.   | 11 de juny de 1973   | Hamburg (2)                      | Terra batuda | Helga Masthoff   | Kristien Kemmer Laura Rossouw    | 6−1, 6−2           |
| Finalista  | 7.   | 9 de juliol de 1973  | Düsseldorf (2)                   | Terra batuda | Helga Masthoff   | Evonne Goolagong Janet Young     | Final no disputada |
| Finalista  | 8.   | 27 de maig de 1974   | Roma, Itàlia                     | Terra batuda | Helga Masthoff   | Chris Evert Olga Morozova        | Renúncia           |

## Trajectòria

### Individual
| Open d'Austràlia | A  | A  | A  | 1R | A  | A | A  | A | A  | A  | A  | A  | A  | 0 / 1 | 0 − 1 |
| Roland Garros | A  | 1R | 1R | 1R | A  | A | A  | A | A  | A  | 3R | 1R | 2R | 0 / 6 | 3 − 6 |
| Wimbledon | 2R | 1R | 2R | 1R | 2R | A | 3R | A | 2R | 1R | A  | A  | A  | 0 / 8 | 6 − 8 |
| US Open | A  | 1R | 2R | A  | A  | A | A  | A | A  | A  | A  | A  | A  | 0 / 2 | 1 − 2 |
| Llegenda: G: Guanyadora; F: Finalista; SF: Semifinalista; QF: Quarts de final; Q: Qualificació; A: Absent; RR: Round Robin |    |    |    |    |    |   |    |   |    |    |    |    |    |       |       |

### Dobles
| Open d'Austràlia | A  | A  | A  | 1R | A  | A | A  | A | A  | A  | A  | A | A  | 0 / 1 | 0 − 1  |
| Roland Garros | A  | 1R | 2R | 2R | A  | A | A  | A | A  | A  | QF | A | QF | 0 / 5 | 8 − 5  |
| Wimbledon | 2R | 3R | 1R | 2R | 2R | A | QF | A | 2R | QF | A  | A | A  | 0 / 8 | 12 − 8 |
| US Open | A  | A  | A  | A  | A  | A | A  | A | A  | A  | A  | A | A  | 0 / 0 | 0 − 0  |
| Llegenda: G: Guanyadora; F: Finalista; SF: Semifinalista; QF: Quarts de final; Q: Qualificació; A: Absent; RR: Round Robin |    |    |    |    |    |   |    |   |    |    |    |   |    |       |        |